# バイバク
バイバク（モンゴル語: Baibaq、中国語: 伯八、? - 1276年）は、クビライに仕えたコンゴタン出身の万人隊長。『元史』などの漢文史料では伯八(bǎibā)と記される。

## 概要
バイバクの祖父のモンリク・エチゲはチンギス・カンの義父として功臣筆頭に位置づけられた人物で、またバイバクの父のトルン・チェルビはチンギス・カンの側近として金朝・西夏遠征に活躍しているなど、バイバクの家系はモンゴル帝国有数の名家であったといえる。モンケ・カアンの治世の7年目（1257年）、バイバクはチャガタイ家の投下領である太原に投下領を設定され、この頃既に父の後を継いでいたと見られる。
モンケの死後、クビライが第5代皇帝（カアン）として即位すると、バイバクは建国の功臣の子孫であることを買われ、トゥメン（万人隊長）としてキルギス人の住まうケムケムジュート地方に駐屯するように命じられた。
1276年、トク・テムルの主導によってアルマリクで「シリギの乱」が勃発すると、叛乱軍はシリギをカアンに戴いて「祖宗興隆の地」モンゴリアを目指して東進した。いち早く叛乱軍の侵攻に気づいたバイバクはクビライに叛乱軍の進撃を報告し、自らの手兵で叛乱軍の侵攻を押しとどめようとしたが、衆寡敵せず敗死してしまった。

## 子孫
バイバクにはバラク（八剌）とブラルキ（不蘭奚）という息子達がいた。「シリギの乱」でバイバクが亡くなると、トク・テムルは生け捕りとしたバイバクの息子のバラクとブラルキ兄弟を身近に置いて重用し、彼等を頗る厚遇した。しかしバラクらは父の仇を忘れておらず、トク・テムルの近侍と密かに通じてトク・テムルを謀殺しようとした。しかし家人から謀議がトク・テムルに報告されてしまい、計画が失敗したことを悟ったバラクは家族を連れて南方に向かって逃走した。トク・テムルはこれに対して追っ手の騎兵を派遣し、渡河に手間取っていたバラクらを包囲して矢を放ち、力尽きたバラクらは投降した。
トク・テムルは自らの下に連れてこられたバラク兄弟に対して「我は汝を厚く遇したというのに、汝は何故このような行動にでたのか」とバラクらの行動を強く責めた。これに対してバラクは「汝は君主に反逆し、我が父を殺し、我が家族を掠奪した。［故に］我は汝を殺し、君父の仇に報いんと誓ったのである」と答えた。バラクらは跪けと言われても跪かず、その膝を砕かれても跪かず、遂に兄弟ともに殺された。この忠義を称えて、バイバク、バラク父子は『元史』巻193「忠義伝」に立伝されている。
バラクにはアドゥーチという息子がおり、河北河南道粛政廉訪使の職にあったという。

## コンゴタン氏モンリク家
- モンリク・エチゲ（Mönglik Ečige ＞蒙力克額赤格/ménglìkè échìgé,منکلیک یجیکه/Munklīk Ījīka）
  - ココチュ＝テブ・テングリ（Kököčü ＞闊闊出/kuòkuòchū,کوکجو/Kūkajū）
    - キプチャク（Qibčaq ＞قبچاق/Qibchāq）

  - トルン・チェルビ（Tulun Čerbi ＞脱欒扯児必/tuōluán chĕérbì,تولون چربی/Tūlūn Cherbī）
    - バイバク（Baibaq ＞伯八/bǎibā）
      - バラク（Baraq ＞八剌/bālà）
        - アドゥーチ（Adūči ＞何都兀赤/hédōuwùchì）

      - ブラルキ（Buralqi ＞不蘭奚/bùlánxī）

  - スイケトゥ・チェルビ（Süyiketü Čerbi ＞速亦客禿扯児必/sùyìkètū chĕérbì,سوکتو چربی/Sūkātū Cherbī）
  - スト・ノヤン（Sutu noyan ＞سوتو نویان/Sūtū Nūyān）
  - ダイル・バートル（Dayir ＞荅亦児/tàyìér,دایر/Dāīr）
    - ハラカト・ノヤン（Halaqato noyan ＞هلقتو نویان/Halaqatū Nūyān）